# Josip Weber
Josip Weber, nascut Josip Veber, (Slavonski Brod, 16 de novembre de 1964 - Slavonski Brod, 8 de novembre de 2017) fou un futbolista belga d'origen croat.

## Selecció de Bèlgica
Fou internacional amb Croàcia i va formar part de l'equip belga a la Copa del Món de 1994.